# Lüdersdorf (Trebbin)
Lüdersdorf è una frazione della città tedesca di Trebbin, nel Land del Brandeburgo.

## Storia
Nel 2003 il comune di Lüdersdorf venne soppresso e aggregato alla città di Trebbin.